# Fiber-Optic Improved Next-Generation Doppler Search for Exo-Earths
Le Fiber-Optic Improved Next-Generation Doppler Search for Exo-Earths (FINDS Exo-Earths) est un spectrographe pour la mesure des vitesses radiales développé par Debra Fischer. Il a été installé sur le télescope de 3 m de l'observatoire Lick sur le mont Hamilton en Californie. La première lumière a eu lieu en 2009. Il a servi à vérifier des candidats d'exoplanètes trouvés par Kepler.